# O Realejo
O Realejo  é uma cooperativa de produção de espectáculos portuguesa.
Foi um grupo de teatro profissional criado na cidade do Porto em 1979 a partir de ex-elementos do Teatro Universitário do Porto, do grupo de acção cultural A Feira e outros elementos ligados ao teatro e às artes plásticas. Teve a sua sede e sala de espectáculos na Rua dos Mercadores, 136 (à Ribeira), Porto. O principal impulsionador e director artístico foi Victor Valente. O grupo terminou definitivamente a sua actividade em finais da década de 1980 com a derrocada do edifício onde estava instalada a sua sede.

## Os espectáculos do Realejo
- Um Serão em nossa Companhia, 1979
- Sementiga Plum ou em Terra de Olhos quem tem Rei é Cego, 1980
- Subsídio de Natal,1981
- Viagem dum Homenzinho Mala na Mão Cheia de Sonhos e Objectos,1981
- Nó Cego,1982
- A Porta - Um Salto no Escuro
- Abeliomonstro, 1982
- No Alto Mar
- Pranto de Maria Parda, 1984
- Memória no Espelho, 1984
- Com Papas e Bolos se Enganam os Tolos, 1985
- Jorge, 1988

## Alguns nomes dos que fizeram O Realejo
Victor Valente, José Prata, Clara Bento, João de Mello Alvim, Celina Cabral, Carmen Santos, Ana Margarida, Manuel Brandão, Helena Bessa, Teresa Rodrigues, Armando Dourado, José Martins, Gaspar de Almeida, Oscar Branco, António Mário, Adelaide Teixeira, José Topa, Cristina Costa, Manuel Tentugal, Victor Bastos, Carlos Maia, Adriano Luz, Filipe Coelho, Maria do Céu Xavier, Augusta Pereira, Rufino Ribeiro, António Gonçalves, Sofia Rocha